# Industriebahn Offenbach
| Lage der Industriebahn |                      |                                  |                                  |
| Streckenlänge: | 4,3 km               |                                  |                                  |
| Spurweite: | 1435 mm (Normalspur) |                                  |                                  |
| |                      |                                  |                                  |
| \| \| \| von Offenbach \| \| \| \| \| Offenbach (Main) Ost \| \| \| \| 0,0 \| nach Rödermark \| Weiche 5 \| \| \| \| K. Reichhard \| \| \| \| \| Übergabebahnhof \| \| \| \| \| Tiefbauamt Offenbach \| \| \| \| 0,6 \| Bieberer Straße, B448 \| Bieberer Straße, B448 \| \| \| \| L. Schmeltzer \| \| \| \| \| Obere Grenzstraße \| \| \| \| \| W. Krebs \| \| \| \| \| Lichtplattenweg \| \| \| \| \| Goerdelerstraße \| \| \| \| \| Buchhügelallee \| \| \| \| \| Lokomotivschuppen \| \| \| \| \| Schlachthof \| \| \| \| \| \| \| \| \| \| Rheinstraße \| \| \| \| \| Maschinenfabrik Hartmann AG \| \| \| \| 2,4 \| Waldstraße \| Waldstraße \| \| \| \| Zementfabrik \| \| \| \| \| Fr.- Schmaltz GmbH \| \| \| \| \| Mayer und Schmidt AG \| \| \| \| 2,8 \| \| \| \| \| 2,9 \| Senefelderstraße \| Senefelderstraße \| \| \| \| M. Lavis Söhne \| \| \| \| \| Schubertstraße \| \| \| \| \| Richard-Wagner-Straße \| \| \| \| \| Schumannstraße \| \| \| \| \| M. Zimmer, Hammonia Stearinwerke \| \| \| \| \| \| \| \| \| 3,8 \| Ladegleis \| Ladegleis \| \| \| \| Sprendlinger Landstraße \| \| \| \| \| W. Stöhr, Fredenhagen \| \| \| \| 4,3 \| Ph. Loos \| Ph. Loos \| |                      |                                  |                                  |
| Strecke |                      | von Offenbach                    | von Offenbach                    |
| Dienststation / Betriebs- oder Güterbahnhof |                      | Offenbach (Main) Ost             | Offenbach (Main) Ost             |
| Abzweig ehemals geradeaus und nach links | 0,0                  | nach Rödermark                   | Weiche 5                         |
| Abzweig geradeaus und von rechts (Strecke außer Betrieb) |                      | K. Reichhard                     | K. Reichhard                     |
| Dienststation / Betriebs- oder Güterbahnhof (Strecke außer Betrieb) |                      | Übergabebahnhof                  | Übergabebahnhof                  |
| Abzweig geradeaus und von rechts (Strecke außer Betrieb) |                      | Tiefbauamt Offenbach             | Tiefbauamt Offenbach             |
| Bahnübergang (Strecke außer Betrieb) | 0,6                  | Bieberer Straße, B448            | Bieberer Straße, B448            |
| Abzweig geradeaus und nach links (Strecke außer Betrieb) |                      | L. Schmeltzer                    | L. Schmeltzer                    |
| Bahnübergang (Strecke außer Betrieb) |                      | Obere Grenzstraße                | Obere Grenzstraße                |
| Abzweig geradeaus und von rechts (Strecke außer Betrieb) |                      | W. Krebs                         | W. Krebs                         |
| Bahnübergang (Strecke außer Betrieb) |                      | Lichtplattenweg                  | Lichtplattenweg                  |
| Bahnübergang (Strecke außer Betrieb) |                      | Goerdelerstraße                  | Goerdelerstraße                  |
| Bahnübergang (Strecke außer Betrieb) |                      | Buchhügelallee                   | Buchhügelallee                   |
| Betriebsstelle Streckenanfang (Strecke außer Betrieb) · Strecke (außer Betrieb) |                      | Lokomotivschuppen                | Lokomotivschuppen                |
| Abzweig geradeaus und von links (Strecke außer Betrieb) · Strecke (außer Betrieb) |                      | Schlachthof                      | Schlachthof                      |
| Strecke nach links (außer Betrieb) · Abzweig geradeaus und nach rechts (Strecke außer Betrieb) |                      |                                  |                                  |
| Bahnübergang (Strecke außer Betrieb) |                      | Rheinstraße                      | Rheinstraße                      |
| Abzweig geradeaus und nach rechts (Strecke außer Betrieb) |                      | Maschinenfabrik Hartmann AG      | Maschinenfabrik Hartmann AG      |
| Bahnübergang (Strecke außer Betrieb) | 2,4                  | Waldstraße                       | Waldstraße                       |
| Abzweig geradeaus und von links (Strecke außer Betrieb) |                      | Zementfabrik                     | Zementfabrik                     |
| Abzweig geradeaus und von rechts (Strecke außer Betrieb) |                      | Fr.- Schmaltz GmbH               | Fr.- Schmaltz GmbH               |
| Abzweig geradeaus und nach rechts (Strecke außer Betrieb) |                      | Mayer und Schmidt AG             | Mayer und Schmidt AG             |
| Strecke von links (außer Betrieb) · Abzweig geradeaus und nach rechts (Strecke außer Betrieb) | 2,8                  |                                  |                                  |
| Bahnübergang (Strecke außer Betrieb) · Bahnübergang (Strecke außer Betrieb) | 2,9                  | Senefelderstraße                 | Senefelderstraße                 |
| Strecke nach rechts (außer Betrieb) · Strecke (außer Betrieb) |                      | M. Lavis Söhne                   | M. Lavis Söhne                   |
| Bahnübergang (Strecke außer Betrieb) |                      | Schubertstraße                   | Schubertstraße                   |
| Bahnübergang (Strecke außer Betrieb) |                      | Richard-Wagner-Straße            | Richard-Wagner-Straße            |
| Bahnübergang (Strecke außer Betrieb) |                      | Schumannstraße                   | Schumannstraße                   |
| Abzweig geradeaus, nach links und nach rechts (Strecke außer Betrieb) |                      | M. Zimmer, Hammonia Stearinwerke | M. Zimmer, Hammonia Stearinwerke |
| Abzweig geradeaus und nach links (Strecke außer Betrieb) · Strecke von rechts (außer Betrieb) |                      |                                  |                                  |
| Blockstelle (Strecke außer Betrieb) · Strecke (außer Betrieb) | 3,8                  | Ladegleis                        | Ladegleis                        |
| Bahnübergang (Strecke außer Betrieb) · Bahnübergang (Strecke außer Betrieb) |                      | Sprendlinger Landstraße          | Sprendlinger Landstraße          |
| Strecke (außer Betrieb) |                      | W. Stöhr, Fredenhagen            | W. Stöhr, Fredenhagen            |
| | 4,3                  | Ph. Loos                         | Ph. Loos                         |

Die Industriebahn Offenbach war eine Eisenbahninfrastruktur in Offenbach am Main, die verschiedene Industriebetriebe in Offenbach an den Bahnhof Offenbach (Main) Ost und das Netz der Deutschen Bahn AG anschloss. Die ehemalige Bahntrasse ist Teil der Route der Industriekultur Rhein-Main Offenbach am Main.

## Geschichte
Die Offenbacher Industriebahn wurde in drei Bauabschnitten errichtet:
- Waldstraße – Senefelderstraße 1917–1918
- Senefelderstraße – Sprendlinger Landstraße 1918–1919
- Waldstraße – Anschluss Rodgaubahn 1919–1920

Als ihre  Vorgängerin galt die sogenannte „Gotthardbahn“, eine private Industriebahn, die 1887 in Betrieb genommen wurde. Es handelte sich hierbei um eine Pferdebahn der Firma Feege & Gotthard zum Anschluss ihrer Zementfabrik an der Waldstraße. Die Bahn wurde auch von der Dampfkesselfabrik Gustav Rochow und der Seifenfabrik J. P. Haas junior, beide ebenfalls ansässig in der Waldstraße, mitgenutzt.
In den Jahren 1918 bis 1925 wurden die folgenden Gleisanschlüsse hergestellt:
- Zementfabrik Feege & Gotthard 1886 (erneuert 1919)
- Friedrich Schmaltz (Maschinenfabrik) 1918
- Mayer & Schmidt (MSO, Maschinenfabrik) 1918
- Michael Lavis & Söhne (Stahlbau) 1918
- Martin Zimmer (Lederfabrik) 1919
- Wilhelm Stöhr (Maschinenfabrik) 1919
- Paffrath, Möller, Fredenhagen, Kurth 1919
- Hammonia (Stearinfabrik) 1918
- Philipp Loos (Kesselfabrik) 1919
- Eberhardt Rochow (später Hartmann) 1920
- Städtischer Schlachthof 1920
- Wilhelm Krebs (Straßenbau) 1927
- L. Schmetzer (später Curt Matthaei) 1921
- Ermold (später Städtisches Tiefbaubamt) 1925
- Wiedekind & Kempf (später Reichardt) 1924

## Betrieb

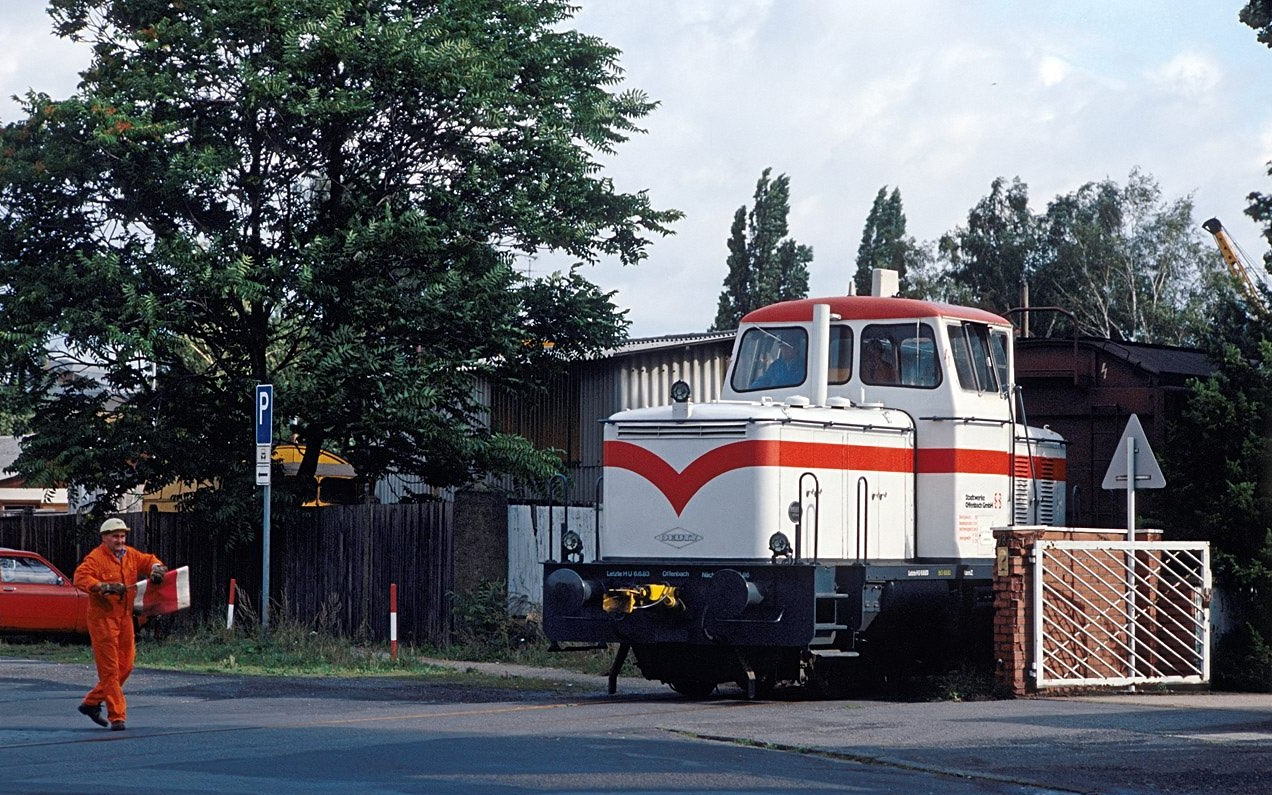
Bahnübergang Untere Grenzstraße, 1984

Die etwa 4 Kilometer lange Strecke zwischen Bahnhof Offenbach (Main) Ost und Sprendlinger Landstraße versorgte insgesamt 18 Betriebe mit einem Gleisanschluss.
Das städtische Tiefbauamt, welches die Industriebahn betrieb, beschaffte und unterhielt die folgenden Lokomotiven:
- 1920 bis 1951, Hersteller: Arnold Jung, Jungenthal, Baujahr: 1920, Fabriknummer: 3361, Bauart: Cn2t, Typ: Pudel
- 1949 bis 1953, Hersteller: Breuer Werke Frankfurt-Hoechst, Baujahr: 1949, Fabriknummer: 3013, Bauart: B dm, Typ: Lokomotor V
- 1951 bis 1979, Hersteller: Gmeinder & Co. Mosbach, Baujahr: 1940, Fabriknummer: 2582, Bauart: B dh
- 1955 bis 1957, Hersteller: Klöckner-Humboldt-Deutz, Baujahr: 1955, Fabriknummer: 56142 (Leihmaschine)

Zwei Dieselloks von Klöckner-Humboldt-Deutz, Baujahr: 1956 und 1957, Fabriknummern: 56435 und 56509, Bauart: C dh wurden sowohl auf der Industriebahn als auch auf der Hafenbahn Offenbach eingesetzt.
1981 wurde die Stationierung einer eigenen Lok auf der Industriebahn aufgegeben. Eine Lok der Hafenbahn Offenbach wechselte nun täglich in einer Sägefahrt über die Gleise der Bahnstrecke Hanau–Frankfurt und Rodgaubahn auf die Industriebahn über, um die dortigen Gleisanschlüsse zu bedienen. Der letzte betriebliche Nutzer war die Firma Stahlbau Lavis. Die Betriebseinstellung erfolgte zum 31. Dezember 1993. Das höchste Frachtaufkommen lag bei 48.530 Tonnen im Jahr 1965, im Jahr der Stilllegung waren es noch 7.750 Tonnen.

## Gegenwart
Heute befindet sich auf der ehemaligen Gleistrasse der Industriebahnweg, der an verschiedenen Stellen die Möglichkeit der Begegnung mit der Industriegeschichte der Stadt Offenbach bietet. Auf der Strecke gibt es noch einige Ausstellungsstücke aus der Zeit des Bahnbetriebs, wie eine Lore, ein Signal, eine Laufkatze oder verschiedene Weichen.